# Rhytidothorax marlatti
Rhytidothorax marlatti är en stekelart som beskrevs av William Harris Ashmead 1900. Rhytidothorax marlatti ingår i släktet Rhytidothorax och familjen sköldlussteklar. Inga underarter finns listade i Catalogue of Life.